# 2007年大西洋颶風季
2007年大西洋飓风季是一次较为活跃的大西洋飓风季，一共形成了17个热带气旋、15场热带风暴、6场飓风和两场大型飓风。飓风季于2007年6月1日正式开始，同年11月30日结束，传统上这样的日期界定了一年中绝大多数热带气旋在大西洋盆地形成的时间段。亚热带风暴安德烈亚是本季首场风暴，于5月9日形成；最后一个气旋热带风暴奥尔加则在12月13日消散。飓风迪安是全季最强烈的风暴，截至2013年仍是有纪录以来第七强烈的大西洋飓风和登陆时第三强烈的大西洋飓风。本季是有纪录以来仅有的4个拥有多于一场五级飓风的大西洋飓风季之一，也是第二次有大西洋飓风和太平洋飓风在同一天登陆，分别是飓风费利克斯和飓风亨丽埃特。这年9月一共形成了8场风暴，追平了历史最高纪录，不过其中大部分的强度都比较弱，持续时间也较短。除了迪安和费利克斯外，其它所有气旋都未能超越一级飓风的强度标准。
科罗拉多州立大学在季前预报中估计会形成14场获得命名的风暴，其中7场会增强成飓风，3场达到大型飓风标准。美国国家海洋和大气管理局之后也发布了初步预测，估计会有13到17场命名风暴，7到10场飓风和3到5场大型飓风。对形成风暴的数量进行多次修订后，两个机构都在季中预报里降低了估计数字。
全季多场风暴有过登陆或是直接对陆地构成影响。飓风迪安和飓风费利克斯均以五级飓风强度登陆，分别对墨西哥和中美洲部分地区构成沉重打击。飓风诺埃尔以热带风暴强度先后四次登陆，对加勒比地区造成严重破坏，其名称也与迪安和费利克斯一起予以退役，此后永远都不会再在北大西洋热带气旋命名时采用。美国一共受到五场气旋的影响，但大部分登陆时强度都比较弱，除热带风暴加布里埃尔和飓风温贝托以外，另外三个都只有热带低气压强度。加拿大有直接受到三场风暴影响，但破坏程度都很轻微。全季所有风暴一共造成至少423人死亡，经济损失约30亿美元（2007年美元，相当于2025年的44.1億美元）。

## 季节预报
每年飓风季开始前，包括科罗拉多州立大学威廉·M·格雷博士、菲利普·克罗兹巴赫（Philip J. Klotzbach）及其同僚在内的一些飓风专家会发布飓风活动预测，其预测和美国国家海洋和大气管理局相互独立。克罗兹巴赫的团队认定，1950到2000年间的每年大西洋飓风季平均会形成9.6场热带风暴，5.9场飓风和2.3场大型飓风。而美国国家海洋和大气管理局则认为一个平均水平的大西洋飓风季会形成9到12场获得命名的风暴，其中5到7场会成为飓风，1至3场会达到大型飓风强度。

### 季前预报
2006年12月8日，克罗兹巴赫的团队针对2007年大西洋飓风季发布第一份扩展范围预报，估计飓风季的活跃程度会高于平均水平，形成14场命名风暴、7场飓风、3场大型飓风。预报中还认为美国本土受至少一场大型飓风吹袭的几率有64%，包括佛罗里达半岛在内的美国东岸受至少一场大型飓风袭击的可能性也有40%，从佛罗里达州西北狭长地带向西的美国墨西哥湾沿岸地区有40%的可能会受至少一场大型飓风吹袭。此外，预报中还估计加勒比地区发展出大型飓风的可能性高于平均水平，并且会减弱大西洋飓风活跃程度的厄尔尼诺-南方涛动现象也会受飓风季的活跃部分影响而消散。
4月3日，克罗兹巴赫等人发布新的预报，将命名风暴数提至17，飓风增至9场，大型飓风增至5场，表明本季将非常活跃。这一提升的主要原因是厄尔尼诺现象的迅速消散。报告中还指出海面温度高于平均水平，并预测会有弱到中等强度或是对风暴发展影响较小的拉尼娜现象。估计至少一场大型飓风影响美国的可能性提高到74%，包括佛罗里达半岛在内的美国东岸受至少一场大型飓风袭击的可能性增至50%，从佛罗里达州西北狭长地带向西直至德克萨斯州布朗斯维尔有49%的可能会受至少一场大型飓风吹袭。不过报告中也指出，虽然他们预计2007年飓风季会非常活跃，但程度上与2004和2005年大西洋飓风季相比还是有所不及。

### 季中展望
6月19日英國氣象局发布预报，认为从这年7到11月间一共会形成10场热带风暴，并且有70%的可能这个数字会保持在7到13之间。2007年8月3日，克罗兹巴赫的团队降低了预测数值，估计会形成15场命名风暴，其中8场成为飓风，4场达到大型飓风强度。报告中指出，外界环境已经略有些不及这年早些时候那样有利于热带气旋发展。海面温度有所降低，并且还出现许多不利于热带气旋发展的撒哈拉空气层。厄尔尼诺-南方涛动现象也导致水温降低。
2007年8月9日，美国国家海洋和大气管理局也修订了季节预报，将命名风暴数小幅调低到13至16场，其中7到9场会成为飓风，3到5场达到大型飓风标准。不过，该机构再次确认由于太平洋和加勒比海的海面温度较高以及拉尼娜现象的共同影响，本季的活跃程度会高于平均水平。

## 季节总结
本季的活跃程度通过累积气旋能量指数反映出来，为74。大致来说，气旋能量指数通过对飓风的强度和持续时间来计算，强度越高，持续时间越长的风暴，其指数也相应越高。只有在热带系统风速达到或超过每小时63公里（34节）或热带风暴强度时才会对这一指数进行计算，并纳入全面的气象公告中。此外，亚热带气旋的这一数据不会计入累计数。
全年一共只形成两场大型飓风，是继1997年以来最少的，同2006和2002年持平。全季共有33.5天存在命名风暴活动，这也是继1994年飓风季以来最低的一年。存在飓风活动的天数则只有11.25天，是继2002年大西洋飓风季以来最少的一季。不过，大型飓风的活动天数还是高于长期的平均值。全季有四场获命名的风暴登陆美国，但一共造成的损失数额只有8200万美元（2007年美元，相当于2025年的1.2億美元），是继1990年以来对美国造成破坏最小的大西洋飓风季。本季还产生了两场最大持续风速完全相同的五级飓风，截至2013年大西洋飓风季，这种情况一共也只出现了6次，另外5次分别是1932、1933、1960、1961和2005年大西洋飓风季。迪安和费利克斯这两场五级飓风都曾两次达到五级飓风强度，这是有纪录以来首次在单个大西洋飓风季中出现这种情况。此外，这还是第一个有两场飓风在登陆时都达到五级飓风强度的大西洋飓风季。飓风费利克斯于9月2日升级成五级飓风，成为继2000年以来大西洋盆地形成的第八场五级飓风，令2000年代的五级飓风数量超过之前的任何年代。
9月29日，第十四号热带低气压升级成热带风暴梅利莎，成为9月形成的第8场命名风暴。这追平了2002年大西洋飓风季创下的9月命名风暴数量最高纪录。飓风温贝托则是继2003年的飓风克劳德特以来首场登陆德克萨斯州的飓风。

## 风暴
| SS | 安德烈亚 |
| TS | 巴里     |
| TS | 尚塔尔   |
| 5  | 迪安     |

| TS | 艾琳       |
| 5  | 费利克斯   |
| TS | 加布里埃尔 |
| TS | 英格丽德   |

| 1  | 温贝托 |
| TD | 10     |
| TS | 杰里   |
| 1  | 卡伦   |

| 1  | 洛伦佐 |
| TS | 梅利莎 |
| TD | 15     |
| 1  | 诺埃尔 |

| TS | 奥尔加 |

| SS | 安德烈亚 |
| TS | 巴里     |
| TS | 尚塔尔   |
| 5  | 迪安     |

| TS | 艾琳       |
| 5  | 费利克斯   |
| TS | 加布里埃尔 |
| TS | 英格丽德   |

| 1  | 温贝托 |
| TD | 10     |
| TS | 杰里   |
| 1  | 卡伦   |

| 1  | 洛伦佐 |
| TS | 梅利莎 |
| TD | 15     |
| 1  | 诺埃尔 |

| TS | 奥尔加 |

### 亚热带风暴安德烈亚
亚热带风暴安德烈亚是2007年大西洋飓风季的首场风暴，源于5月6日在中大西洋各州近海形成的一个大规模温带气旋。系统沿一股冷锋稳步增强并经过佛罗里达州，等到失去大部分斜压支持后也相应停止了发展，直到低气压移动到巴哈马附近的温暖水域上空。由于北面存在强劲的高气压系统，与低气压产生较高的气压梯度，系统风力因此达到飓风强度。垂直风切变逐渐减少，使得风暴可以产生更加接近中心的深层对流。。但由于缺少热带湿气，风暴对应的对流既少又很分散。到了5月9日，原本的温带气旋已经在乔治亚州萨凡纳东南方向约225公里海域转变成亚热带风暴并获命名为“安德烈亚”（Andrea）。成为亚热带天气系统后，安德烈亚逐渐减弱，并因南下到一片风切变更强的区域导致持续恶化。到5月11日时，风暴已经失去了所有的显著对流并退化成残留低气压。虽然系统中还会间歇性地爆发出对流，有得到再生的可能，但之后一股逐渐逼近的冷锋令其向北推进，并最终将其吸收。
安德烈亚的持续时间很短，5月11日就开始消散，是继2003年4月的热带风暴安娜以来第一个在飓风季开始前形成的风暴，也是继1981年的热带风暴阿琳以来第一个在5月获得命名的大西洋风暴。风暴给佛罗里达州到北卡罗莱纳州沿海带去强烈的海浪，导致海滩侵蚀和少许破坏。部分区域被海浪侵蚀掉的沙滩有6米高，导致70户民房面临倒塌的威胁。北卡罗莱纳州近海出现10米高的狂浪，加上热带风暴强度的大风共同作用，导致3艘船只受损，船上的9名乘客都受了伤，但幸运的是他们均获海岸警卫队解救。沿海局部出现小雨，风暴总体造成的破坏很小，但共计导致了6人溺毙。

### 热带风暴巴里
热带风暴巴里于飓风季正式开始的第一天（6月1日）形成，源于在加勒比海西北部形成后进入墨西哥湾东南部的一片低压槽。系统迅速向东北方向移动，在这一过程中达到997毫巴（百帕，29.44英寸汞柱）的最高强度和每小时95公里的最大风速，然后又逐渐减弱，以热带低气压强度在佛罗里达州坦帕湾附近登陆。风暴于6月2日消散，其温带残余继续向美国东岸行进，于6月5日被一片更大规模的温带气旋吸收。
风暴的低压槽前身令整个加勒比海西部普降大雨，古巴的非正式数据显示降雨量达到200毫米。系统的外围雨带致使比那尔德里奥省三人受伤，55套房屋受损。巴里产生的中等程度降水缓解了佛罗里达州的干旱，其中局部降雨量最高的有178毫米。大雨导致路面湿滑，一些区域出现洪水，引发的交通事故致使两人丧生，属于风暴的间接伤亡。不过，巴里产生的降雨同時帮助了佛罗里达州和乔治亚州的消防员控制严重的山火，风暴总体上造成的破坏很小。

### 热带风暴尚塔尔
7月28日，巴哈马附近形成一片低气压区并在向东北偏北方向移动的过程中逐渐组织。7月30日，系统获归类为第三号热带低气压，并在此后不久位于新斯科舍以南洋面时升级成热带风暴并获名“尚塔尔”（Chantal）。风暴接下来有所减弱，于8月1日登陆纽芬兰岛，之后转变成温带风暴进入北大西洋。
纽芬兰岛的阿瓦隆半岛在尚塔尔来袭期间出现洪灾，约100毫米的降雨量导致当地一年一度的皇家圣约翰赛舟会被迫延期。整个地区的被保险人损失约为580万加拿大元（2007年加拿大元，相当于2007年的550万美元和2025年的808萬美元）。

### 飓风迪安
8月11日，一股东风波离开西非海岸，由于外界环境有利而迅速于8月13日在佛得角西南偏西方向约835公里海域催生出第四号热带低气压。低气压位于一个深层高压脊以南并快速西进，于8月14日升级成热带风暴迪安。风暴的组织结构在夜间得以改善并继续增强，于8月16日成为本季首场飓风。8月17日，迪安以二级飓风强度从马提尼克和圣卢西亚两岛之间经过，风眼进入加勒比地区。
气旋在加勒比海的温暖海水上空迅速增强成五级飓风，持续风速达每小时265公里，成为继飓风威尔玛以来最强烈的大西洋飓风。接下来迪安因眼墙置换而弱化，以四级飓风强度从牙买加以南近海掠过，8月20日晚，迪安再次达到五级飓风强度，并以此强度于8月21日从科斯塔玛雅（Costa Maya）附近登陆墨西哥尤卡坦半岛。。飓风迪安是继1992年的飓风安德鲁以来第一场以五级强度登陆的大西洋飓风。飓风风眼内一个投落送测得的数据表明其中心气压估计低至905毫巴（百帕，26.72英寸汞柱），令迪安成为继1935年劳动节飓风和1988年的颶風吉爾伯特以来登陆过的最强烈大西洋风暴，并且和1969年的飓风卡米尔以及1998年的飓风米奇并列成为有纪录以来第七强烈的大西洋飓风。登陆令气旋大幅减弱，但之后在墨西哥湾中又有小幅增强。8月22日，迪安在韦拉克鲁斯州东海岸小镇特科卢特拉（Tecolutla）附近进行了第二次、也是最后一次登陆，再于23日消散。
迪安夺走了伊斯帕尼奥拉岛上15人的生命，还摧毁了数以百计的民房。马提尼克和瓜德罗普遭受的损失数额分别达到6.16亿美元（2007年美元，相当于2025年的9.05億美元）和1.54亿美元（2007年美元，相当于2025年的2.26億美元）。8月21日，迪安以五级飓风强度登陆墨西哥尤卡坦半岛。整场风暴一共导致44人遇难，经济损失达数十亿美元。

### 热带风暴艾琳
8月16日，墨西哥湾的一片持续对流带发展成热带风暴艾琳。美国国家海洋和大气管理局派出侦察机对低气压进行侦测，根据所获数据，系统于8月15日升级成热带风暴艾琳。8月16日，风暴从德克萨斯州阿兰瑟斯县拉马尔（Lamar）附近登陆并因此减弱成热带低气压，美国国家飓风中心在系统进入内陆后不久发布了针对艾琳的最后一份公告。进入奥克拉荷马州后，风暴残留在奥克拉荷马市以西不远处突然再次强化，达到最大持续风速每小时95公里强度。
风暴引发的洪水导致超过40户民宅和商户被淹。艾琳沿途一共造成16人死亡（其中9人属间接导致），经济损失约2500万美元（2007年美元，相当于2025年的3674萬美元）。

### 飓风费利克斯
8月31日，向风群岛以东的一片扰动天气区发展成第六号热带低气压。9月1日清晨，系统升级成热带风暴并获名“费利克斯”（Felix），并于当天晚些时候成为飓风。气旋总体向西行进并迅速增强成五级飓风，经过一段时间的强度波动后，风暴以风力时速260公里强度登陆尼加拉瓜。费利克斯沿途一共造成至少133人死亡，经济损失5000万美元以上。2007年大西洋飓风季也至此成为有纪录以来第一个有两场五级飓风登陆的大西洋飓风季。
飓风费利克斯的行动路线与飓风迪安类似，但影响不及后者严重。多巴哥岛估计受到的破坏价值约25万千里达托贝哥元（合2007年的4万美元，相当于2025年的5.88萬美元）。9月4日，气旋以风力时速260公里的五级飓风强度在尼加拉瓜和洪都拉斯边境以南不远处一边史称蚊子海岸的地区登陆。据悉，当地居民没有获取有关这场飓风来袭的足够信息，导致许多渔民在海上被困。整场飓风至少夺走了130人的生命，尼加拉瓜一共受到了8.693亿尼加拉瓜科多巴的损失（相当于2007年的4670万美元和2025年的6.86萬美元）。

### 热带风暴加布里埃尔
9月1日，一股冷锋离开美国东南部海岸，在乔治亚州附近水域上空发展出一股微弱的低气压。接下来数天时间里，低气压向东飘移并减弱，直到与一片进入西大西洋上空的上层抵压槽产生的对流结合。9月8日，环流中心已充分组织起来，系统在哈特拉斯角（Cape Hatteras）东南方向约670公里洋面成为亚热带风暴加布里埃尔。接下来12小时里，系统的最强风速和雷暴一直与中心保持距离。9月8日，新的对流终于同中心联合起来，加布里埃尔开始转变成热带风暴。气旋在向西北方向逼近北卡罗莱纳州和弗吉尼亚州的过程中稳步增强，在到达了望角国家国岸家不久达到最大持续风速每小时95公里的最高强度，不过由于强烈的风切变影响，大部分对流和表面风力仍然位于海上。加布里埃尔在陆地上空减弱，于9月10日回到大西洋。环流进一步消散，风暴于次日在新斯科舍西南方向消散。
风暴登陆前，气象部门已向沿海地区发布热带气旋旋警告，救援队和美国海岸警卫队处于待命状态。风暴给登陆地点附近区域带去强降雨，其它地方受到的影响很小。北卡罗莱纳州海岸报告出现大浪、激流和风暴潮，还有一些地方出现局部性的洪涝灾害。强劲的阵风也时有出现，不过没有其造成损害的报告。佛罗里达州海岸有一人淹死，风暴造成的总体损害很轻微。

### 热带风暴英格丽德
9月6日，一股大规模东风波离开非洲海岸，起初因强烈的东向风切变影响而未能得到发展。9月9日，非洲和小安的列斯群岛之间的中途海域发展出一片大规模低气压区。风切变缓慢减弱，9月12日清晨，第八号热带低气压在小安的列斯群岛以东约1815公里洋面发展形成。系统因北面一个高压脊的影响向西北偏西方向移动，其强度因风切变的存在而继续在热带低气压标准保持了24小时。对流进一步增多，到9月13日清晨，低气压强化为热带风暴并获名“英格丽德”（Ingrid），还达到了风力时速75公里的最高强度。不过在实际操作中，美国国家飓风中心一直到当天晚上才将其升级成热带风暴。
英格丽德保持热带风暴强度直到9月15日，然后因强烈的热带上层低气压槽产生的风切变影响减弱成热带低气压。接下来气旋从背风群岛东北方向掠过并在这一过程中继续逐渐减弱。系统在9月16日有短暂增强，但很快就进一步减弱，于9月17日在开放水域上空消退。系统残留随下层转向气流转朝西北方向前进，但没能出现重新发展就于9月18日消散。风暴自始至终没有对陆地构成威胁，所以也就没有出现系统造成任何财产损失或人员伤亡的报道。

### 飓风温贝托
9月12日，墨西哥湾的一片雷暴活动区在德克萨斯州马塔哥达县的马塔哥达（Matagorda）东南方向约97公里洋面组织成第九号热带低气压，并于形成3小时后升级成热带风暴并获命名为“温贝托”（Humberto）。气旋转向东北偏北，然后进入爆发性增强期。9月13日清晨，飓风猎人侦察机发现距德克萨斯州海岸仅20公里的温贝托已经达到飓风强度。系统迅速减弱，于9月13日下午以热带风暴强度进入路易斯安那州西南部，并于次日消散。
德克萨斯州加尔维斯顿县的高岛（High Island）有部分建筑物因这场飓风受到结构性破坏，并且博蒙特到阿瑟港地区有大量树木和供电线路受损。博蒙特有四家炼油厂因停电导致停产。橙县的布里奇城（Bridge City）一名男子因车库倒塌遇难。整场风暴一共造成了约5000万美元（2007年美元，相当于2025年的7347萬美元）损失。

### 第十号热带低气压
9月21日，墨西哥湾东北部的一股东风波、一片冷锋的末端以及一股上层冷气压相互作用形成亚热带低气压。气旋中的环流起初组织混乱，雷暴活动时断时续，之后其中心上空的对流有所增多并转变成热带低气压。低气压向西北方向移动，于9月22日清晨在佛罗里达州华尔顿堡滩附近登岸，之后不久便在阿拉巴马州东南部上空消散。
第十号热带低气压是继2005年大西洋飓风季期间毁灭性的飓风卡特里娜以来第一个威胁到新奥尔良地区的热带气旋。系统总体上造成的影响很小，基本局限为小雨。但是，其前身天气系统在佛罗里达州尤斯蒂斯催生出一场破坏性的龙卷风，摧毁了20套房屋，另有超过30套受损，造成的损失共计达到620万美元（2007年美元，相当于2025年的911萬美元）。

### 热带风暴杰里
热带风暴杰里源于9月21日中大西洋上空一片不含热带天气系统特征的低气压。系统蜿蜒行进了两天，逐渐发展出更深层的对流并组织起来。9月23日，气旋发展出暖芯但仍与一片上层低气压关联，其最强风力也远离中心，美国国家飓风中心宣布系统成为亚热带低气压。9月23日清晨，人造卫星估算和数据表明低气压已经增强成亚热带风暴，只是其中还没有明显的内部核心。
风暴缓慢发展出包括更明显暖芯在内的热带天气系统特征，于9月23日晚转变成热带风暴，不过由于风切变的影响，其强度很弱，覆盖范围也很小，中心向外只有很小半径范围内的风速达到每小时65公里。气旋加速向东北方向前进，进入海面温度低于24°C水域。9月24日，杰里降级成热带低气压并朝一股强劲的冷锋前进，系统中还存在少量深层对流。当晚，数据认定系统已经展开成低压槽，被一股大规模的锋吸收，最终于9月25日清晨完全消散。这场风暴始终没有接近陆地，也没有出现报道称其造成了任何破坏或人员伤亡。

### 飓风卡伦
9月21日，一股非常大规模的东风波伴随着大规模的低气压区离开非洲海岸向西行进，其广阔的下层环流结构得到改善，上方的深层对流逐渐增多。9月24日，系统在向西北方向行进的过程中组织成热带低气压，并在六小时后升级成热带风暴并获名“卡伦”（Karen）。
接下来的一天时间里，风暴的组织结构和强度基本保持稳定。但到9月26日清晨时，卡伦已大幅增强。美国国家飓风中心之后对气旋进行重新分析后认定，系统这时已经在飓风强度上保持了约12小时。由于西面存在的低压槽使飓风上空垂直风切变增多，卡伦的增强过程只保持了很短时间。到9月28日时，气旋已因外界环境不利而减弱到热带风暴强度的最低水平，其下层环流也已暴露在外。与此同时，风暴开始北上，并在这一过程中出现间歇性的深层对流爆发。但由于风切变的不利影响，系统环流暴露，于9月29日在中大西洋上空消散。卡伦的残留之后数天里在背风群岛附近徘徊，不过没有直接对陆地产生影响。所以卡伦也就没有造成任何破坏或人员伤亡。

### 飓风洛伦佐
9月11日，一股东风波离开非洲西海岸，穿越加勒比海后于9月21日经过尤卡坦半岛。9月24日，这股扰动天气在墨西哥湾西南部上空以不稳定朝向移动的过程中发展出小规模表面低气压。强烈的上层风起初令系统无法发展出对流，但次日风切变就出现减少，对流也相应增长。9月25日晚，飓风猎人侦察机发现低气压已经达到热带低气压标准。由于受到弱转向气流影响，低气压向南飘流，之后又转向西南，其前进方向形成一个小型圆环并进入坎佩切湾。低气压上空发展出反气旋，上层风因此减弱，系统于9月27日在韦拉克鲁斯州图斯潘以东约240公里海域发展成热带风暴并获名“洛伦佐”（Lorenzo）。气旋开始急剧强化，成为热带风暴不到12小时后就于当晚达到飓风标准。9月28日，洛伦佐达到最高强度，然后经小幅减弱后以飓风强度的最低标准从墨西哥韦拉克鲁斯州特科卢特拉附近登陆。飓风中的环流覆盖范围很小并在登陆后迅速减弱，于次日消散。
洛伦佐造成墨西哥6人遇难，其中大部分死于山洪爆发和泥石流。普埃布拉州和韦拉克鲁斯州据报道受到狂风暴雨的摧残。伊达尔戈州有200人因圣洛伦佐河溢出而被迫撤离。风暴的登陆点与一个月前的飓风迪安几乎相同，整个墨西哥一共遭受了约10亿墨西哥比索（相当于2007年的9200万美元和2025年的1.35億美元）的损失。

### 热带风暴梅利莎
9月26日，一股东风波离开非洲海域并迅速发展成低气压区。随着对流增长、外流更加明显，低气压区于9月28日清晨在佛得角群岛最南端的西南偏西方向约185公里洋面发展成第十四号热带低气压。低气压被副热带高压脊隔离并因此向西北偏西方向飘移。西向风切变使系统无法得到显著发展，但在对流增多后，低气压还是在9月29日清晨增强成热带风暴梅利莎。与之前的热带风暴英格丽德和飓风卡伦类似，梅利莎的发展也受到强烈风切变的阻碍，达到的最高风力时速也只有65公里，不过在实际操作中，卫星图像表明风暴风速有达到每小时72公里。9月30日，风切变和较低的水温导致气旋弱化成热带低气压，其中心也很难确定。气旋失去了深层对流，并在这天下午退化成残留低气压。残留继续向西北偏西方向移动并间隔性地产生对流，最终于10月5日被小安的列斯群岛东北方向的一片锋吸收。没有出现任何报道表明梅利莎造成了人员伤亡或破坏。

### 第十五号热带低气压
10月4日，一片有可能同飓风卡伦存在关联的扰动天气区从加勒比海西北部延伸到西大西洋。系统缓慢组织，于10月8日在特克斯和凯科斯群岛东北方向发展出表面低气压。低气压向东北方向移动，其中关联的对流稳步增长。到10月11日时，低气压已在百慕大东南偏东方向约1190公里海域组织成第十五号热带低气压，其中的对流还持续了约12小时。系统西侧的上层低气压产生了强烈的西南向风切变，阻碍了气旋的发展。
10月12日，因为有高压脊逐渐形成，低气压的移动速度放缓，同时其中的对流开始衰减。深层对流局限在中心以北的小规模范围内，风暴中心也因此暴露出来。到了下午，系统已退化成残留低气压。残留持续了几天，其行进速度加快并逐渐向东北转向。10月14日，低气压转变成温带气旋并得到强化，以烈风强度途经亚速尔群岛。气旋一度达到风力时速85公里强度，最终于10月18日被一场更大规模的温带风暴吸收。

### 飓风诺埃尔
10月27日晚，加勒比海东部上空的一个低气压系统缓慢发展成第十六号热带低气压。次日，系统升级成热带风暴并获名“诺埃尔”（Noel），再于10月29日登陆海地。接下来的三天时间里，诺埃尔蜿蜒经过加勒比海西部，于11月1日增强成飓风。气旋向北行进，从11月2日开始向温带气旋转化，于11月4日在拉布拉多上空完全转变成温带系统。这个温带气旋力道强劲，回到大西洋后开始向西格陵兰前进。
风暴令加勒比地区遭受重创，多米尼加和海地共有至少160人因其引发的倾盆大雨和泥石流丧生。纽芬兰与拉布拉多局部地区风速高达每小时210公里。

### 热带风暴奥尔加
12月的第二个星期里，小安的列斯群岛最北端以东海域发展出一股低气压。低气压缓慢发展出热带天气系统特征，美国国家飓风中心于12月10日宣布波多黎各以北近海形成了亚热带风暴奥尔加，成为继2005年的热带风暴泽塔以来第一个在飓风季正式结束后形成的风暴。奥尔加还是所有不在飓风季正式时间段内形成的风暴中为数不多的一个登陆过的气旋，也是大西洋盆地最致命的季后风暴，夺走了40人的生命。12月11日，系统在多米尼加最东端登陆，并且还于当晚登陆后不久转变成热带风暴。奥尔加经过伊斯帕尼奥拉岛进入加勒比海，由于强度风切变和干燥空气的不利影响而于12月13日退化成残留低气压。
风暴影响的许多地区在一个月前刚刚经受过热带风暴诺埃尔的摧残。波多黎各出现中等程度降水，导致一人死亡。根据美国国家飓风中心的热带气旋报告，圣地亚哥省的一处大坝开闸泄洪，导致至少22人遇难。海地也有两人死亡。共有约1.2万套民房受损，其中370套被彻底摧毁。

## 风暴名称
右侧的列表中显示了2007年用来给北大西洋热带气旋命名的名称，所有没有退役的名称会在2013年大西洋飓风季再度使用。这份名单与2001年大西洋飓风季基本相同，只有“安德烈亚”（Andrea）、“英格丽德”（Ingrid）和“梅利莎”（Melissa）例外，这三个名字都是首次使用，分别取代2001年飓风季后退役的“阿利森”（Allison）、“艾瑞丝”（Iris）和“米歇尔”（Michelle）。列表中没有命名的名称将以灰色显示。

### 退役
2008年5月13日，世界气象组织决定将“迪安”（Dean）、“费利克斯”（Felix）和“诺埃尔”（Noel）三个名称退役，分别用“多利安”（Dorian）、“弗尔南多”（Fernand）和“内斯特”（Nestor）代替，于2013年首度启用。

## 季节影响
以下表格中列出了2007年大西洋飓风季形成的所有风暴，其中包括其存在周期、名称、影响区域、损失数额和死亡人数。死亡人数栏内括弧中的数字表示间接导致的死亡人数，例如因风暴导致的交通事故丧生就属于间接死亡。所有损失和死亡人数包括风暴处于温带气旋、低气压或是东风波时期，损失数额单位为2007年美元。
| 萨菲尔-辛普森飓风风力等级 |    |    |    |    |    |    |
| TD                        | TS | C1 | C2 | C3 | C4 | C5 |

| 風暴名稱   | 持續日期          | 最高強度   | 持續風速      | 氣壓                           | 影響地區                                             | 損失 （美元） | 死亡人數  | 來源 |
| ---------- | ----------------- | ---------- | ------------- | ------------------------------ | ---------------------------------------------------- | ------------- | --------- | ---- |
| 安德烈亚   | 5月9至11日        | 亚热带风暴 | 每小时97公里  | 1001毫巴（百帕，29.6英寸汞柱） | 无                                                   | 很小          | 0（6）    |      |
| 巴里       | 6月1至2日         | 热带风暴   | 每小时97公里  | 997毫巴（百帕，29.4英寸汞柱）  | 坦帕湾（6月2日，每小时56公里）                       | 很小          | 1（2）    |      |
| 尚塔尔     | 7月31日至8月1日   | 热带风暴   | 每小时80公里  | 997毫巴（百帕，29.4英寸汞柱）  | 无                                                   | 不到550万美元 | 0         |      |
| 迪安       | 8月13至23日       | 五级飓风   | 每小时282公里 | 905毫巴（百帕，26.7英寸汞柱）  | 墨西哥尤卡坦半岛科斯塔玛雅（8月21日，每小时282公里） | 15亿美元      | 32（12）  |      |
| 迪安       | 8月13至23日       | 五级飓风   | 每小时282公里 | 905毫巴（百帕，26.7英寸汞柱）  | 韦拉克鲁斯州特科卢特拉（8月22日，每小时160公里）     | 15亿美元      | 32（12）  |      |
| 艾琳       | 8月15至17日       | 热带风暴   | 每小时64公里  | 1003毫巴（百帕，29.6英寸汞柱） | 德克萨斯州圣何塞岛（8月16日，每小时56公里）          | 2500万美元    | 16        |      |
| 费利克斯   | 8月31日至9月5日   | 五级飓风   | 每小时282公里 | 929毫巴（百帕，27.4英寸汞柱）  | 格林纳达（9月1日，每小时80公里）                     | 7.80亿美元    | 130（3）  |      |
| 费利克斯   | 8月31日至9月5日   | 五级飓风   | 每小时282公里 | 929毫巴（百帕，27.4英寸汞柱）  | 尼加拉瓜蓬塔戈尔达（9月4日，每小时260公里）          | 7.80亿美元    | 130（3）  |      |
| 加布里埃尔 | 9月8至11日        | 热带风暴   | 每小时97公里  | 1004毫巴（百帕，29.6英寸汞柱） | 北卡罗莱纳州了望角国家海岸（9月9日，每小时97公里）   | 很小          | 无        |      |
| 英格丽德   | 9月12至17日       | 热带风暴   | 每小时72公里  | 1002毫巴（百帕，29.6英寸汞柱） | 无                                                   | 无            | 无        |      |
| 飓风温贝托 | 9月12至14日       | 一级飓风   | 每小时140公里 | 985毫巴（百帕，29.1英寸汞柱）  | 德克萨斯州高岛（9月13日，每小时140公里）             | 5000万美元    | 1         |      |
| 十         | 9月21至22日       | 热带低气压 | 每小时56公里  | 1005毫巴（百帕，29.7英寸汞柱） | 佛罗里达州华尔顿堡滩（9月21日，每小时48公里）        | 620万美元     | 无        |      |
| 杰里       | 9月23至24日       | 热带风暴   | 每小时64公里  | 1003毫巴（百帕，29.6英寸汞柱） | 无                                                   | 无            | 无        |      |
| 卡伦       | 9月25至29日       | 一级飓风   | 每小时121公里 | 988毫巴（百帕，29.2英寸汞柱）  | 无                                                   | 无            | 无        |      |
| 洛伦佐     | 9月25至28日       | 一级飓风   | 每小时130公里 | 990毫巴（百帕，29英寸汞柱）    | 韦拉克鲁斯州特科卢特拉（9月28日，每小时121公里）     | 9200万美元    | 6         |      |
| 梅利莎     | 9月28至30日       | 热带风暴   | 每小时64公里  | 1005毫巴（百帕，29.7英寸汞柱） | 无                                                   | 无            | 无        |      |
| 十五       | 10月11至12日      | 热带低气压 | 每小时56公里  | 1011毫巴（百帕，29.9英寸汞柱） | 无                                                   | 无            | 无        |      |
| 诺埃尔     | 10月28日至11月2日 | 一级飓风   | 每小时130公里 | 980毫巴（百帕，29英寸汞柱）    | 海地雅克梅勒（10月29日，每小时80公里）               | 5.82亿美元    | 163（6）  |      |
| 诺埃尔     | 10月28日至11月2日 | 一级飓风   | 每小时130公里 | 980毫巴（百帕，29英寸汞柱）    | 古巴奥尔金省古尔达拉瓦卡（10月30日，每小时97公里）   | 5.82亿美元    | 163（6）  |      |
| 诺埃尔     | 10月28日至11月2日 | 一级飓风   | 每小时130公里 | 980毫巴（百帕，29英寸汞柱）    | 安德罗斯岛（11月1日，每小时97公里）                  | 5.82亿美元    | 163（6）  |      |
| 诺埃尔     | 10月28日至11月2日 | 一级飓风   | 每小时130公里 | 980毫巴（百帕，29英寸汞柱）    | 巴哈马拿骚（11月1日，每小时105公里）                 | 5.82亿美元    | 163（6）  |      |
| 奥尔加     | 12月11至12日      | 热带风暴   | 每小时97公里  | 1003毫巴（百帕，29.7英寸汞柱） | 下维加（12月11日，每小时72公里）                     | 4500万美元    | 45        |      |
| 奥尔加     | 12月11至12日      | 热带风暴   | 每小时97公里  | 1003毫巴（百帕，29.7英寸汞柱） | 多明尼加共和国蓬塔卡纳（12月11日，每小时97公里）     | 4500万美元    | 45        |      |
| 季節總結   |                   |            |               |                                |                                                      |               |           |      |
| 17         | 5月9日至12月13日  |            | 每小时282公里 | 905毫巴（百帕，26.7英寸汞柱）  |                                                      | 约30亿        | 394（29） |      |